# Vincent Alexandr Bochdálek
Vincent Alexandr Bochdálek (německy Vincent Alexander Bochdalek, 11. února 1801 Skřipov u Bílovce – 3 února 1883 Litoměřice) byl česko-německý lékař, anatom a patolog a vysokoškolský pedagog. Stal se objevitelem řady anatomických struktur a malformací (vrozených vad), které po něm byly následně pojmenovány.

## Život
Narodil se v obci Skřipov v moravském Slezsku. Jeho otec Florian Bohdalek (1762–1844) byl lesníkem, matka Marina, rozená Melecká (1768–?) pocházela z Horních Uher (pozdější Slovensko). Sňatek uzavřeli se 27. srpna 1786.
Bochdalek navštěvoval v letech 1816 až 1820 školu v Opavě a poté začal studovat filozofii na Filozofické fakultě Karlově univerzitě v Praze. V roce 1825 přestoupil na studium medicíny. Získal doktorát v roce 1833, poté byl několik desetiletí profesorem anatomie na pražské univerzitě. Zabýval se zejména problematikou vrozených vad u novorozenců či výzkumu mozku. V roce 1874 odešel do důchodu a přestěhoval se do Litoměřic v severních Čechách.
Podílel se na balzamování tělesných pozůstatků společensky významných osobností, mj. českého místodržitele Alexandra Mensdorla-Pouillyho či císaře Ferdinanda V. V roce 1860 byl zvolen členem Německé akademie přírodních vědců Leopoldina. V letech 1861–1864 zastával funkci děkana lékařské fakulty pražské univerzity. Roku 1870 obdržel rytířský kříž Řádu Františka Josefa.
Zemřel 3. února 1883 v Litoměřicích ve věku 81 let.
Jeho syn Viktor Bochdálek (1835–1868) se rovněž stal známým lékařem, mj. působil jako primář nemocnice ve věznici Mírov.

## Dílo

### Objevy
Po Bochdalkovi byly pojmenovány následující medicínské jevy:
- Bochdalkova cysta : vrozená cysta na kořeni jazyka, pozůstatek thyroglossálního vývodu, rudiment štítné žlázy
- Bochdálkův keříček: část choroidálního plexu čtvrté komory, která vyčnívá skrz foramen Luschkae[5]
- Bochdalkova mezera: oblast bez svalů v bránici
- Bochdalkova kýla: brániční kýla skrz Bochdalkovu mezeru
- Bochdalkova díra: vrozená abnormalita v bránici, která je otevřeným spojením mezi hrudní a břišní dutinou
- Bochdalkův ganglion: ganglion alveolárních větví infraorbitálního nervu nad kořenem špičáku
- Bochdalkova chlopeň: záhyb v slzném kanálku blízko slzného bodu

### Spisy
- Anleitung zur praktischen Zergliederung des menschlichen Gehirns nebst einer anatomischen Beschreibung desselben mit besonderer Rücksicht auf das kleine Gehirn. (Návod k praktické pitvě lidského mozku spolu s jeho anatomickým popisem se zvláštním zřetelem k malému mozku), 1833